# Фридрих Шуберт
Фридрих (Фриц) Шуберт или Петрос Константинидис (на немски: Friedrich Schubert; на гръцки: Φριτς Σούμπερτ, Πέτρος Κωνσταντινίδης) е зондерфюрер от Вермахта, от гръцки произход, водач на Ягдкомандо Шуберт, паравоенна организация, тероризираща цивилното население в Гърция по време на Втората световна война, извършила редица зверства на Крит и в Егейска Македония.

## Биография
Петрос Константинидис е роден в Смирна, в семейството на богат гръцки търговец на тютюн. В младежките си години емигрира в Германия, приема името Фридрих Шуберт. Става активен член на НСДАП. По време на Втората световна война се появява на Крит през 1941 година като преводач на немския командир в Ретимно. След това наследява Хартман като ръководител на немското контраразузнаване. Поради добре говорения турски и акцентът на гръцкия критяните го наричат Турчина. През 1943 година рекрутира няколко осъдени гръцки престъпници и германофили, и с тях в източен Крит създава ягдкомандо (Εθνικό Απόσπασμα Καταδίωξης Κομμουνιστών - ΕΑΚΚ), паравоенна единица, предназначена да пленява местни бойци на съпротивата и тези, които им помагат. Служещите в групата са облечени в униформи на Вермахта, станали известни сред критяните като шуберити (Σουμπερίτες). Отделението е известно със садистичните практики при нападения над цивилни, които включват бой, измъчване, разстрели и разрушение на редица села (например Оропедио Ласитиу, Родакино, Кали Сикия, Каликратис и други).
През 1944 година Шуберт и неговата група се преместват в Егейска Македония, където продължават с дейността си и са отговорни за Хортачкото клане. Най-големите зверства извършва в сътрудничество с гръцкия полковник и нацистки колаборационист Георгиос Пулос и Батальоните за сигурност на 24 април в Катраница и на 15 септември в Енидже Вардар, в които са убити съответно 318 и 103 души, предимно членове на Българския червен кръст и на Централния българомакедонски комитет.
След войната Франц Шуберт прави опит да се върне в Гърция. На 4 септември 1945 година е арестуван в Елефсина, на борда на самолет, превозващ бивши концлагеристи към Гърция. На 5 август 1947 година е съден за 271 убийства и други престъпления като палежи, изнасилвания и кражби. Франц Шуберт получава 271 смъртни присъди и няколко хиляди години затвор. Екзекутиран е в Солун на 22 октомври 1947 година.